# Černočerná tma
Černočerná tma (v originále Pitch Black) je australsko-americký scifi horror, natočený v roce 2000 v režii Davida Twohyho. Hlavní roli vraha Riddicka hraje Vin Diesel. Film je prvním filmem ze série filmů a počítačových her o Riddickovi (anglicky The Chronicles of Riddick).

## Děj
V daleké budoucnosti civilní transportní loď Hunter-Gretzner letí za pomoci autopilota v blízkosti pouštní planety, zatímco je posádka uložena ve spánku v kryokomorách. Cestující se skládají z různých národností; jsou jimi muslimský kněz Imam a jeho synové, kteří cestují do Nové Mekky, chlapec jménem Jack, cestující Shazza a Zeke, a obchodník-policista jménem William J. Johns, který převáží notoricky známého zločince odsouzeného za několik vražd, který uprchl z věznice na Furyi, jménem Richard B. Riddick. Ten je připoutaný v řetězech a není v kryostázi. Riddick má uměle modifikované oči, díky kterým vidí ve tmě, ale zároveň je citlivý na silné světlo. Proto za dne nosí tmavé brýle. Kvůli modifikaci se mu na světle oči lesknou podobně jako kočce.
Při průletu kolem komety ocasní oblak úlomků protrhne trup lodi a zabije kapitána, který je v kryostázi. Ze stáze se proberou co-pilotka Carolyn Fryová a navigátor Greg Owens. Fryová se pokusí s lodí nouzově přistát na blízké pouštní planetě. Kvůli odlehčení lodi Fryová uvolňuje nepotřebné části lodi. Nakonec má ze zoufalství v plánu odhodit i část lodi s pasažéry, ale Owens zablokuje uvolnění a nenechá tuto část lodi odpojit. Nakonec přistanou, ale Owens zemře a z původních 40 pasažérů zbude jen 11 živých. Fryová převezme roli kapitána a zatají fakt, že se celou posádku pokoušela zabít kvůli svému vlastnímu přežití.
Skupina přeživších sbírá zásoby a prozkoumává okolí. Riddick využil pádu lodi a uprchl, kvůli čemuž Johns varuje všechny, že je Riddick může zabít. Skupina si brzy všimne, že planetu obklopují tři slunce, která způsobují neustálý den. Skupina začne hledat vodu, přičemž opět zajme Riddicka. Při průzkumech je jeden z přeživších v malé noře zabit. Všichni si myslí, že to způsobil Riddick ještě před zajmutím, ale Fryová to chce vyvrátit. Proto promluví s Riddickem, který jí řekne, že to nebyl on, ale něco, co je dole v noře. Zároveň se Riddicka zeptá Jack, jak získal noční vidění. Riddick mu odpoví: „Musíš zabít pár lidí. Pak tě pošlou do vězení, kde ti řeknou, že už nikdy neuvidíš světlo. Seženeš doktora a dáš mu aspoň 20 mentolek, aby ti na tvoje vlastní přání vyleštil bulvy." Později Fryová sestoupí na dno nory, aby si ověřila Riddickovo prohlášení, a objeví velkou jeskyni plnou masožravých, na světlo silně citlivých tvorů. Jen tak tak se stihne zachránit. Následně osvobodí Riddicka pod podmínkou, že jim pomůže.
Při dalším průzkumu objeví vzdálené opuštěné geologické středisko, kde získají dodávky vody. Zároveň objeví pojízdnou únikovou loď, která má však vybité energetické články. Uvnitř střediska se nacházejí další tvorové, kteří zabijí jednoho z Imamových synů. Skupina také objeví funkční model zdejší planetární soustavy. Podle geologických vzorků zjistí jejich stáří, a to 22 let. Do modelu zadají 22 let a vyjeví se jim, že právě jednou za tuhle dobu dojde ke zvláštnímu zatmění všech tří sluncí za pomocí planet téže soustavy. Také jim dojde, že právě tehdy vylezou na povrch masožraví tvorové z jeskyň. Proto se všichni shodnou na tom, že se vrátí k místu dopadu pro energetické články, díky kterým uniknou z planety pojízdnou únikovou lodí v geologickém středisku. Následně si Fryová všimne, že si Johns v oblasti očí tajně vpichuje morfium, na kterém je závislý. Poté Riddick mluví soukromě s Fryovou a řekne jí pravdu o Johnsovi. Není to policista, ale nájemný žoldák, který převáží Riddicka jen za účelem vyzvednutí odměny.
Skupina uskuteční svůj plán a dosáhne trosek lodi, ze kterých získá energetické články, ale zatmění přijde dřív, než očekávali. Všechna tři slunce jsou zastíněna a pouštní planetou se rozhostí totální tma. Z nor začnou vylétávat obrovské roje masožravých tvorů, kteří stihnou zabít několik dalších přeživších. Kvůli tomu jsou ostatní nuceni zůstat ve vraku lodi. Ve vraku zemře další z Imamových dětí, a to opět kvůli masožravému tvoru. Avšak zjistí, že světlo tvorům silně vadí a ubližuje. Proto se rozhodnou vrátit k pojízdné lodi za noci, ale se světlem. Nasbírají co nejvíce zdrojů světla. Riddick díky svému nočnímu vidění souhlasí, aby skupinu ve tmě vedl.
Později na cestě dojde nehodou k přerušení dodávky energie do světel, kvůli čemuž se skupina ocitne ve tmě. Riddick zaznamená, že tvorové cítí krev a Jackovi se zdá, že přitahuje pozornost tvorů. Skupina nechápe proč. Riddick jim vysvětlí, že Jack je dívka a má menstruační cyklus. Jack se to pokusí vysvětlit tím, že kdyby jim již od začátku řekla, že je dívka, nechali by ji zemřít. Mezitím odtáhne Johns Riddicka stranou a vysvětlí mu svůj plán. Chce bezpáteřně nechat obětovat Jack tvorům, aby získali čas na návrat do lodi. To se ale Riddickovi nelíbí a při boji Johnse řízne; kvůli jeho krvácení se na něj tvorové sesypou a on zemře.
Už zbývá jen Jack, Fryová, Imam a Riddick. Za pomocí hořícího alkoholu v lahvích a světla z něj pokračují dál. Náhle se však spustí déšť, kvůli čemuž oheň pohasne. Riddick je dostane do malé prázdné jeskyně, ale on sám odtáhne články k únikové pojízdné lodi. Uvnitř jeskyně ostatní objeví bio-luminiscenční modré červy, které nacpou do lahví a použijí je jako zdroj světla. Fryová opouští jeskyni a najde Riddicka, který hodlá odletět z planety bez nich. Prosí ho, aby pomohl Jack a Imamovi do lodi, ale Riddick nechce. Nakonec se však Riddick rozhodne pro záchranu a s Fryovou se vydají k jeskyni.
Podaří se jim dostat se zpět na loď, ale Riddick je odtrhnut od skupiny. Čelí dvěma masožravým tvorům. Fryová dojde k Riddickovi, aby mu pomohla. Setká se se zraněným Riddickem. Pomůže mu vstát, avšak krátce nato ji nabodne masožravý tvor a odletí s ní pryč. Jistě zemře. Zachmuřený a smutný Riddick se vrátí na loď, kde už čekají Jack s Imamem. Riddick protahuje start co nejdéle, aby se na ně sesypalo co nejvíce tvorů. Sám to komentuje: „Neodletíme bez rozloučení", a nastartuje loď. Díky tomu sežehne a zabije několik tvorů. Podaří se jim odletět z planety. Na orbitě jim Riddick ještě řekne, aby případným lovcům pověděli, že Riddick zemřel dole na planetě. Naberou kurz do Nové Mekky.